# 1743 Schmidt
Az 1743 Schmidt (ideiglenes jelöléssel 4109 P-L) a Naprendszer kisbolygóövében található aszteroida. Cornelis Johannes van Houten, Ingrid van Houten-Groeneveld és Tom Gehrels fedezte fel 1960. szeptember 24-én.